# Xinhuang
Xinhuang, tidigare romaniserat Hwanghsien, är ett autonomt härad för dong-folket som lyder under Huaihuas stad på prefekturnivå i Hunan-provinsen i sydöstra Kina.